# Loon
Loon (Bayan ng Loon) är en kommun i Filippinerna. Kommunen tillhör provinsen Bohol och ligger på ön med samma namn. Folkmängden uppgår till 45 215 invånare.

## Bildgalleri

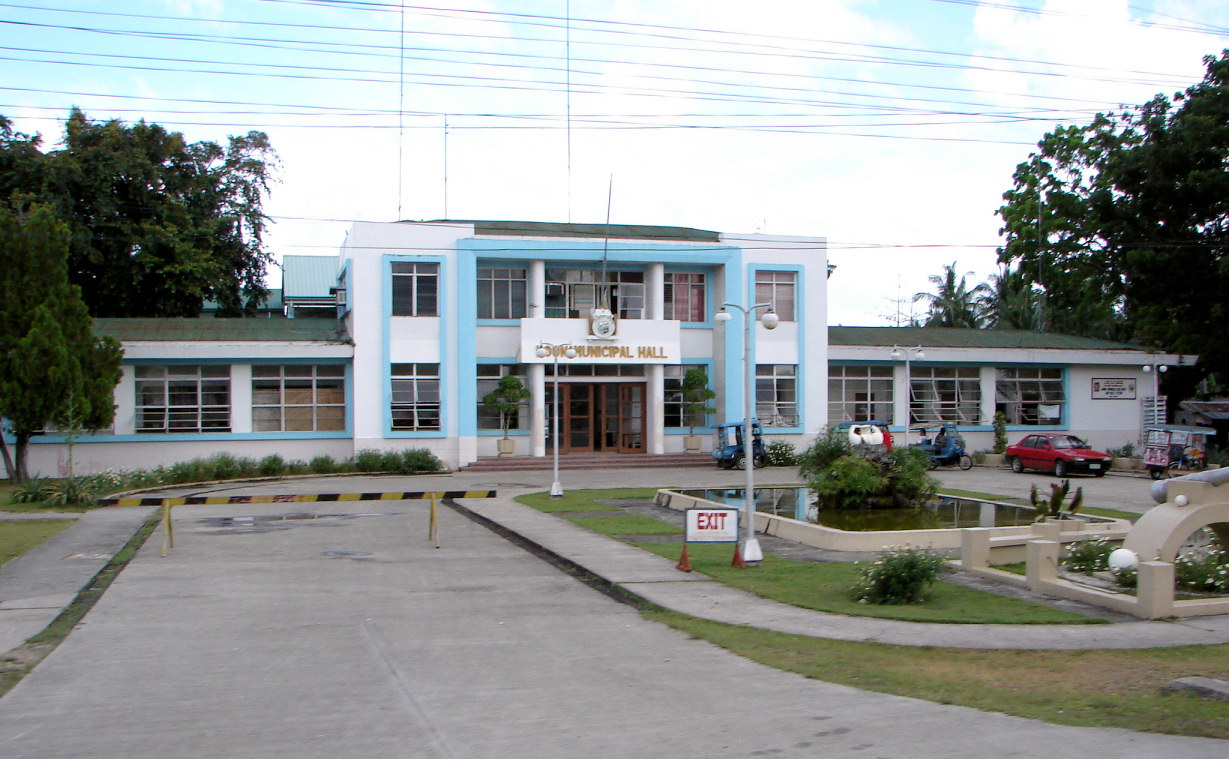
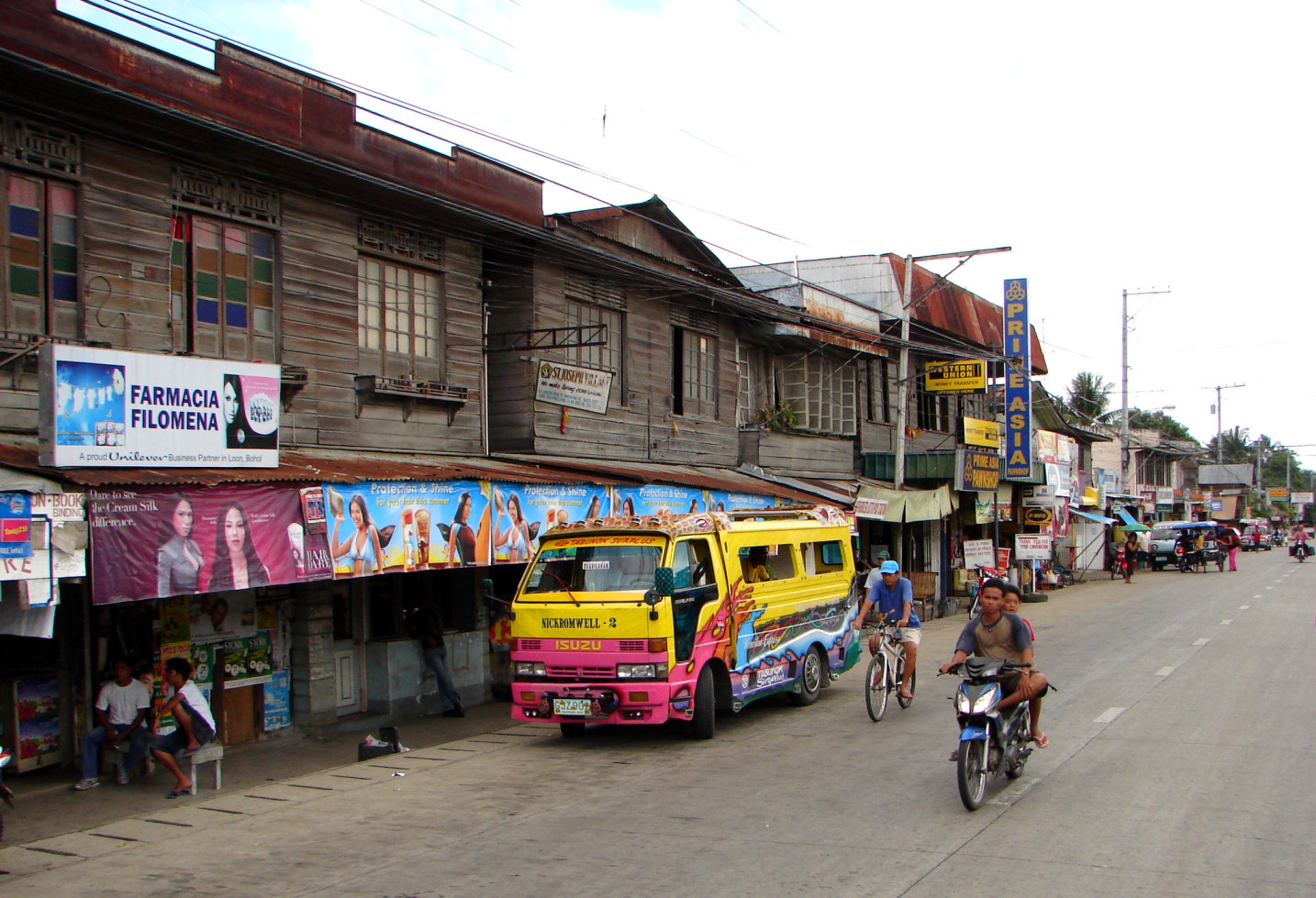
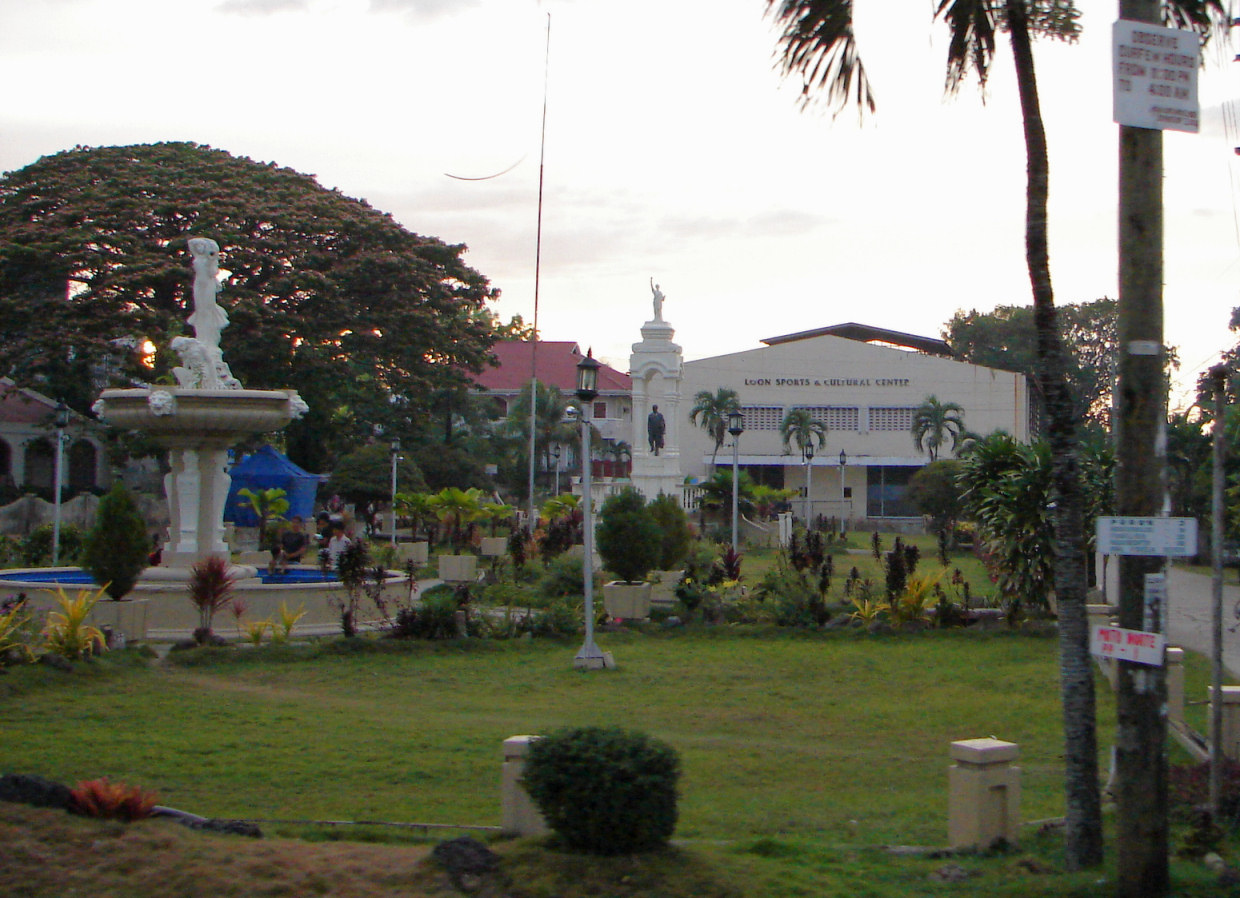

## Barangayer
Loon är indelat i 67 barangayer.
| - Agsoso - Badbad Occidental - Badbad Oriental - Bagacay Katipunan - Bagacay Kawayan - Bagacay Saong - Bahi - Basac - Basdacu - Basdio - Biasong - Bongco - Bugho - Cabacongan - Cabadug - Cabug - Calayugan Norte - Calayugan Sur - Canmaag - Cambaquiz - Campatud - Candaigan - Canhangdon Occidental | - Canhangdon Oriental - Canigaan - Canmanoc - Cansuagwit - Cansubayon - Catagbacan Handig - Catagbacan Norte - Catagbacan Sur - Cantam-is Bago - Cantaongon - Cantumocad - Cantam-is Baslay - Cogon Norte (Pob.) - Cogon Sur - Cuasi - Genomoan - Lintuan - Looc - Mocpoc Norte - Mocpoc Sur - Nagtuang - Napo (Pob.) | - Nueva Vida - Panangquilon - Pantudlan - Pig-ot - Moto Norte (Pob.) - Moto Sur (Pob.) - Pondol - Quinobcoban - Sondol - Song-on - Talisay - Tan-awan - Tangnan - Taytay - Ticugan - Tiwi - Tontonan - Tubodacu - Tubodio - Tubuan - Ubayon - Ubojan |